# 淀川區
淀川區（日语：／ Yodogawa ku */?）是日本大阪府大阪市的24個區之一。位於淀川以北，神崎川以南，西側以東海道本線（JR神戶線段）與西淀川區為界，東側以東海道本線（JR京都線段）與東淀川區為界。

## 歷史
現在的淀川區範圍在江戶時代大部分皆屬於幕府直轄領地，另有少部分區域屬於田安德川家、旗本、古河藩和皇室閑院宮的領地；1889年實施町村制後則分屬鷺洲村、中津村、西中島村、北中島村、神津村、歌島村六個行政區劃。這些區域在1925年被併入大阪市，最初是分屬西淀川區和東淀川區；直到1974年大阪市重新劃分行政區劃，在西淀川區和東淀川區之間，以東海道本線為界，新設立淀川區。

## 交通
東海道新幹線和山陽新幹線位於大阪市的車站新大阪車站位於淀川區內，在此可以經由東海道本線、JR東西線、大阪市營地下鐵通往周邊區域。

### 鐵路
東海旅客鐵道
- 東海道新幹線：新大阪站

西日本旅客鐵道
- 山陽新幹線：新大阪站
- 東海道本線（JR京都線）：東淀川站 - 新大阪站 - （北區） - 塚本站
- JR東西線：加島站

阪急電鐵
- 京都本線：十三站 - 南方站
- 寶塚本線：十三站 - 三國站
- 神戶本線：十三站 - 神崎川站

大阪市高速電氣軌道（大阪地下鐵）
- 御堂筋線：西中島南方站 - 新大阪站 - 東三國站

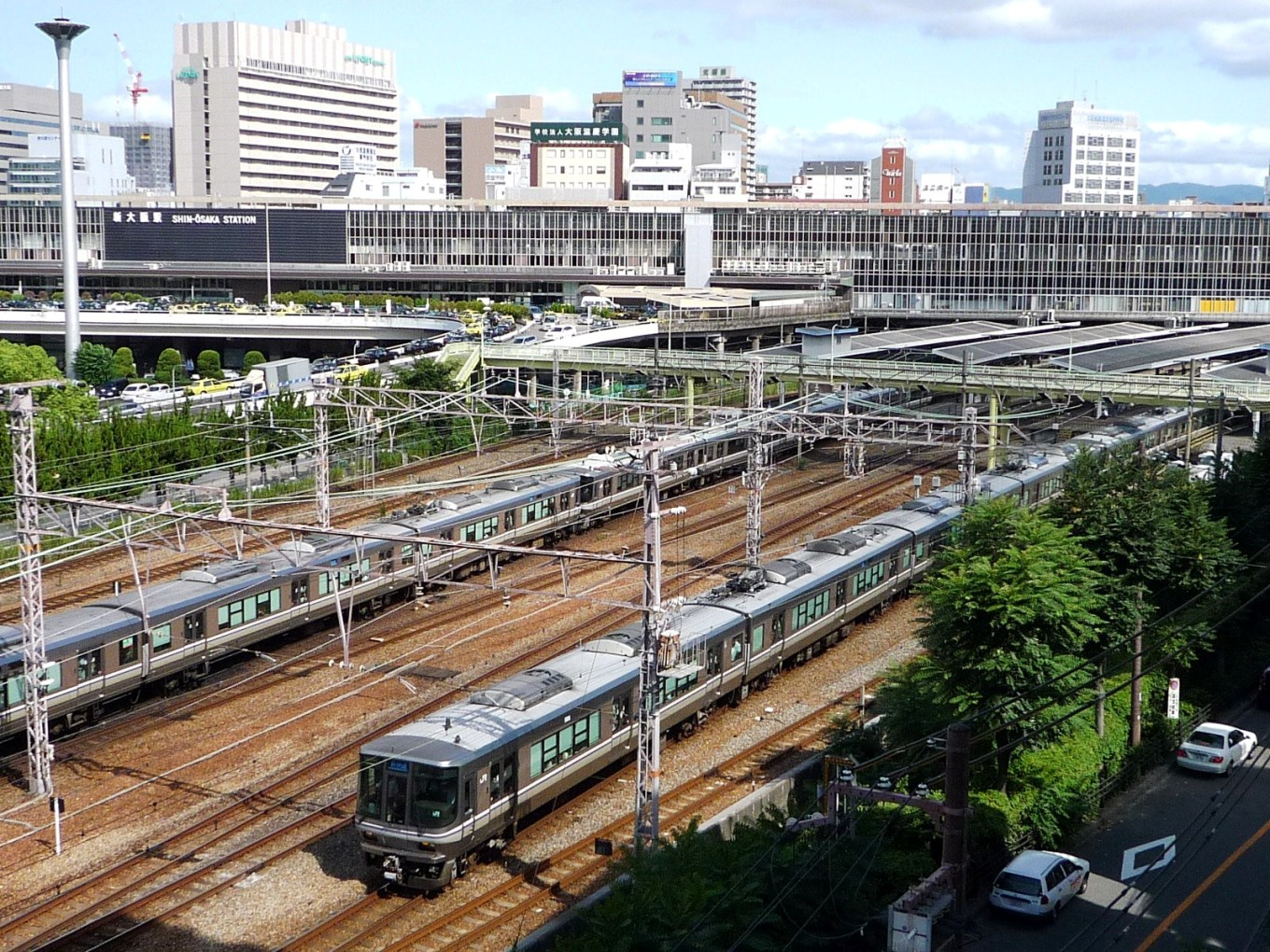
新大阪站

## 本地出身之名人
- 中村紀洋：棒球選手
- 清原果耶：演員、模特兒